# Aurivela
Aurivela is een geslacht van hagedissen uit de familie tejuhagedissen (Teiidae).

## Naam en indeling
De groep werd voor het eerst wetenschappelijk beschreven door Michael Brown Harvey, Gabriel N. Ugueto en Ronald L. Gutberlet in 2012. Er zijn twee soorten, beide behoorden eerder tot het geslacht van de renhagedissen (Cnemidophorus) waardoor in de literatuur de verouderde namen worden gebruikt.

## Uiterlijke kenmerken
De soorten danken hun geslachtsnaam aan een huidflap die een groot deel van de gehooropening bedekt. Dit is een aanpassing op het leven in zanderige gebieden en voorkomt dat zand in de oren kan komen. Ze verschillen daarnaast van verwante tejuhagedissen door de positie van verschillende schubben aan de kop en de poten.

## Verspreidingsgebied
De twee soorten komen voor in delen van Zuid-Amerika en leven endemisch in Argentinië. Het zijn bodembewoners die overdag actief zijn. Beide soorten zijn eierleggend. Door de internationale natuurbeschermingsorganisatie IUCN worden de soorten als 'Veilig' (Least Concern of LC) beschouwd.

## Soortenlijst
| Soorten uit het geslacht Aurivela | Soorten uit het geslacht Aurivela | Soorten uit het geslacht Aurivela                                                                                   |
| --------------------------------- | --------------------------------- | --- |
| Naam                              | Auteur                            | Verspreidingsgebied                                                                                                 |
| Aurivela longicauda               | Bell, 1843                        | Noordelijk Argentinië (Catamarca, La Pampa, San Luis, Córdoba, Santiago del Estero, Buenos Aires, Chubut, Rio Negro |
| Aurivela tergolaevigata           | Cabrera, 2004                     | Noordwestelijk Argentinië (La Rioja, Catamarca, Salta)                                                              |

Ameiva · 
Ameivula · 
Aspidoscelis · 
Aurivela · 
Callopistes · 
Cnemidophorus · 
Contomastix · 
Crocodilurus · 
Dicrodon · 
Dracaena · 
Glaucomastix · 
Holcosus · 
Kentropyx · 
Medopheos · 
Pholidoscelis · 
Salvator · 
Teius · 
Tupinambis